# Le Girouard
Le Girouard település Franciaországban, Vendée megyében. Lakosainak száma 1144 fő (2022. január 1.). Le Girouard Les Achards, Grosbreuil, Nieul-le-Dolent, Sainte-Flaive-des-Loups és La Chapelle-Achard községekkel határos.

## Népesség
A település népességének változása:
| Lakosok száma | 976  | 1009 | 1038 | 1050 | 1073 | 1097 | 1120 | 1124 | 1144 |
|               | 2013 | 2015 | 2016 | 2017 | 2018 | 2019 | 2020 | 2021 | 2022 |